# Farwell (Texas)
Farwell é uma cidade localizada no estado norte-americano do Texas, no Condado de Parmer.

## Demografia
Segundo o censo norte-americano de 2000, a sua população era de 1364 habitantes.
Em 2006, foi estimada uma população de 1306, um decréscimo de 58 (-4.3%).

## Geografia
De acordo com o United States Census Bureau tem uma área de
2,1 km², dos quais 2,1 km² cobertos por terra e 0,0 km² cobertos por água. Farwell localiza-se a aproximadamente 1263 m acima do nível do mar.

## Localidades na vizinhança
O diagrama seguinte representa as localidades num raio de 36 km ao redor de Farwell.